# Kathedrale von Cerignola

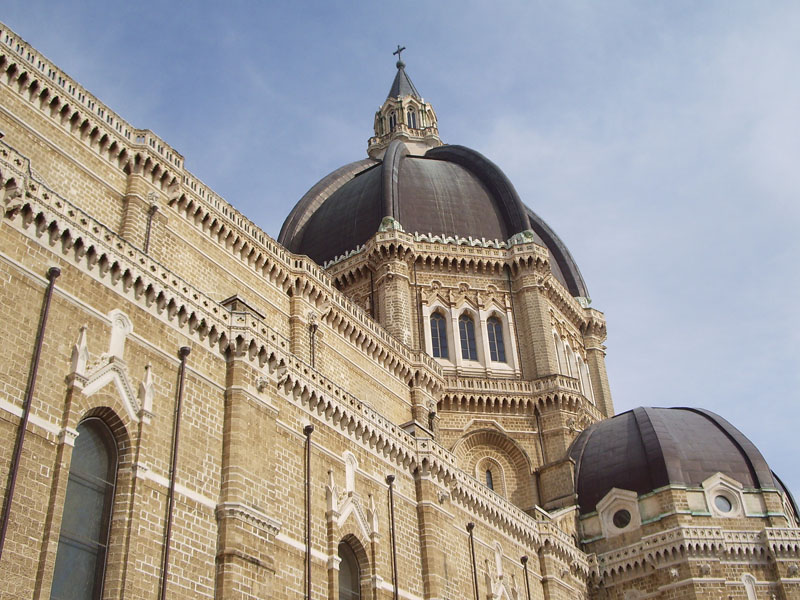
Kathedrale von Cerignola

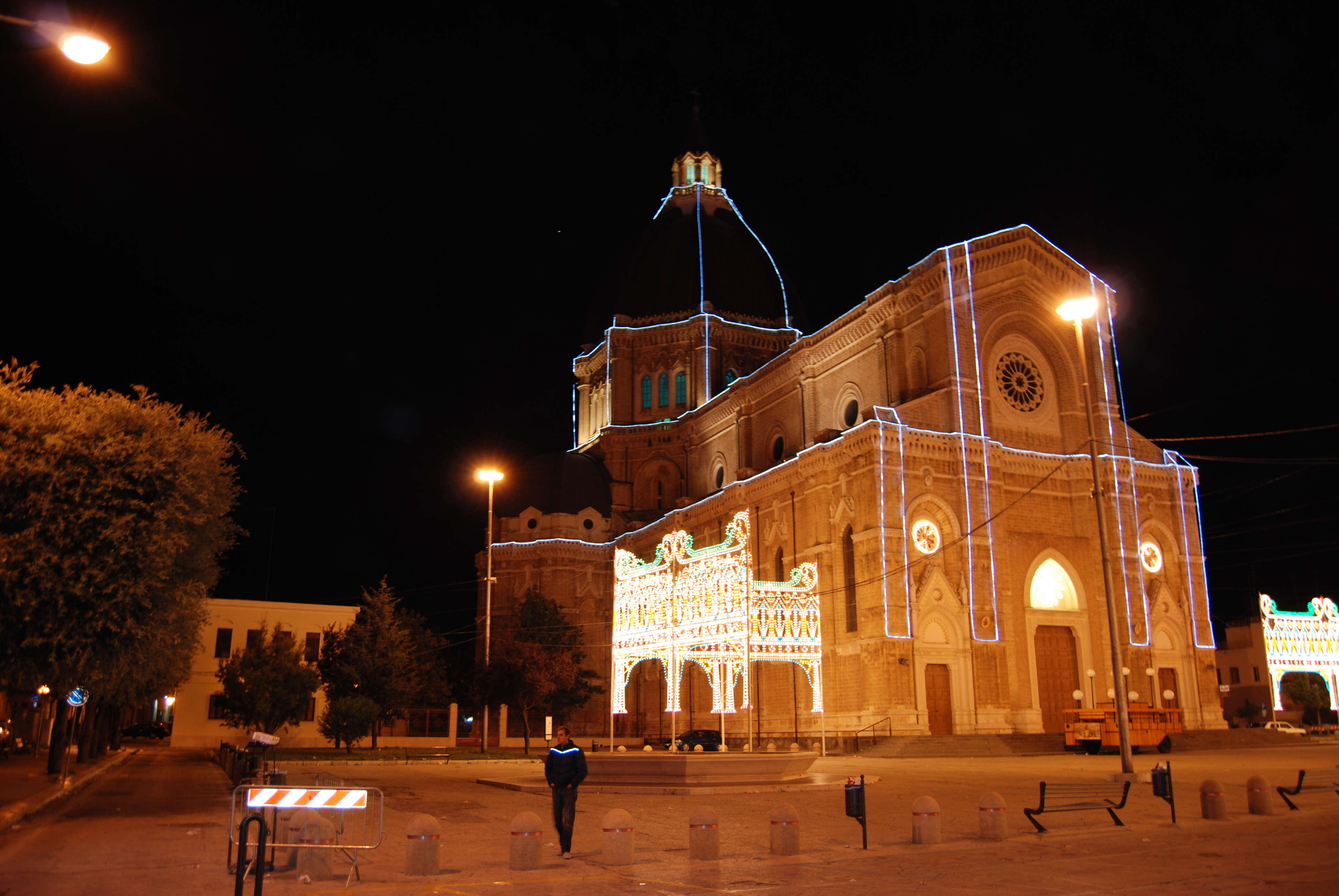
Nachtansicht der Eingangsfassade

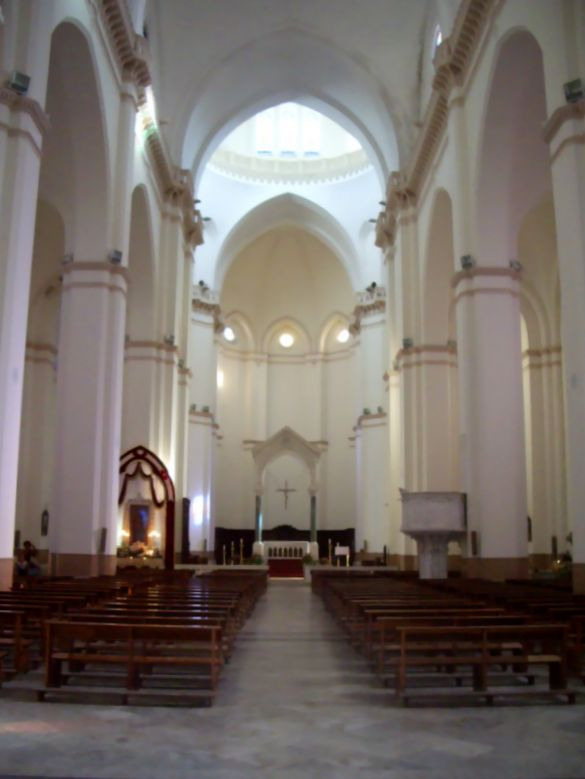
Innenraum

Die Kathedrale von Cerignola oder die Kathedrale Apostel St. Peter (italienisch Cattedrale di San Pietro Apostolo) ist eine Kirche in Cerignola in der italienischen Provinz Foggia. Die Kathedrale des Bistums Cerignola-Ascoli Satriano ist eines der größten sakralen Gebäude Süditaliens, das im 20. Jahrhundert errichtet wurde und hat den Rang einer Basilica minor. Ihre Bezeichnung als Duomo Tonti erhielt sie aufgrund des Erbes von Paolo Tonti, das den Bau der Kirche möglich machte.

## Geschichte
Da die bisherige Kathedrale für die Bevölkerung von Cerignola zu Beginn des 19. Jahrhunderts nicht mehr ausreichte, sollte eine neue Kirche errichtet werden. Der Stadtrat ließ 1820 ein Projekt für 70.000 Dukaten vorbereiten, dem 1845 ein zweites Projekt des Architekten Francesco Saponieri folgte. Beide  Projekte wurden aus wirtschaftlichen Gründen abgelehnt. Die Situation änderte sich 1855, als der wohlhabende Mitbürger Paolo Tonti sein Vermögen der Stadt zugunsten des Baus der neuen Kathedrale vererbte. Nach verschiedenen Vorschlägen wurde das Projekt des Ingenieurs Enrico Alvino schließlich 1870 für geschätzte 127.000 Dukaten genehmigt.
Der Bau begann am 29. Juni 1873 mit der Grundsteinlegung des neuen Gebäudes. 1876 starb Alvino, und die Aufgabe ging an einen seiner Schüler über, den Ingenieur Giuseppe Pisanti. Eine Reihe von Wechselfällen verlängerte die Zeit bis zur Fertigstellung des Baues, so dass die Kirchweihe erst am 14. September 1934 gefeiert werden konnte. Die Kirche übernahm den Titel der Kathedrale und das Patrozinium Apostel St. Peter von der alten Kathedrale.
Das Erdbeben vom 23. November 1980 beschädigte die Kathedrale. Die Instandsetzungsarbeiten begannen 1982 und betrafen die statische Konsolidierung des Bauwerks, die Rekonstruktion der Laterne, den Ersatz der Kupferverkleidung der Kuppeln und Eingriffe an der Innen- und Außenverkleidung sowie an der Orgel.
Die Kathedrale des nunmehrigen Bistums Cerignola-Ascoli Satriano erhielt durch Papst Johannes Paul II. am 22. Februar 1999 den Titel einer Basilica minor verliehen. Vom ersten Samstag nach Ostern bis zum zweiten Montag im Oktober wird die Ikone der Madonna von Ripalta, der wichtigsten Schutzpatronin der Stadt, in der Kathedrale aufbewahrt.

## Architektur
Die neugotische Architektur ist vom Aufbau der Kathedrale von Florenz inspiriert. Die dreischiffige Basilika besitzt bei einer Länge von 82 Metern den Grundriss eines lateinischen Kreuzes, dessen Chor und Querschiffe mit Apsiden schließen. Das Deckengewölbe des Hauptschiffs erreicht eine Höhe von 27,7 Metern. Über der Vierung und dem durchfensterten, achteckigen Tambour erhebt sich die gewaltige Kuppel, die bei einem Außendurchmesser von 88 Metern über 75 Meter hochragt und ein 3 Meter hohes Kreuz trägt. Die Fassade zeichnet sich nur durch Pfosten und Archivolten aus Trani-Kalkstein aus, obwohl der ursprüngliche Entwurf von Pisanti Säulen, Nischen, Zinnen und ein hohes dreieckiges Portal, das bis zur Mitte der großen Rosette gereicht hätte, umfasste. Der Glockenturm wurde ebenfalls nicht errichtet, die Glocken sind eingelagert.

## Ausstattung

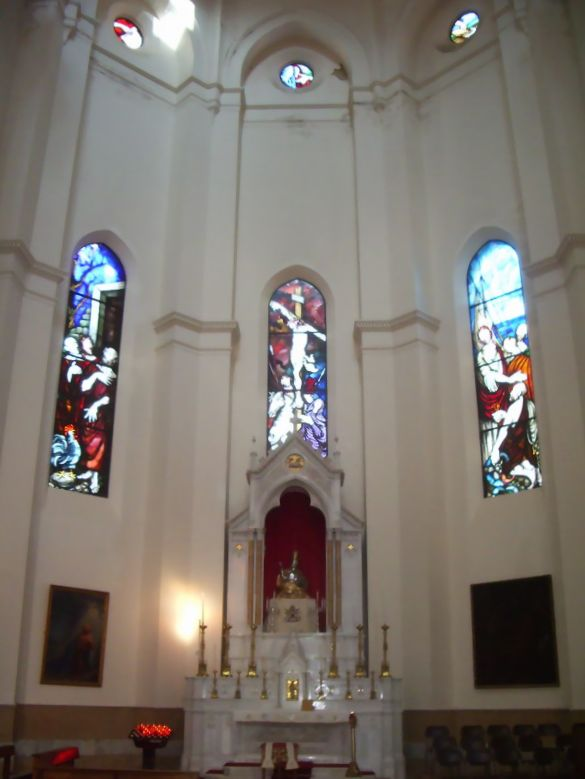
Querhaus

Der weiße Innenraum wurde nur wenig ausgestattet. Über dem Eingang erhebt sich die Orgelempore. Rechts vom Haupteingang befindet sich das Taufbecken in Form eines achteckigen, von einer Säule getragenen Tempels, auf dem sich ein verziertes Becken befindet, an dessen Spitze eine Bronzestatue Johannes des Täufers steht. In der Mitte des Mittelschiffs, steht rechts die Kanzel aus weißem Marmor, verziert mit Themen, die an die liturgische Symbolik erinnern.
An den letzten Pfeiler links im Mittelschiff angelehnt steht die Kathedra aus Marmor mit dem Bischofswappen, dem Motto und dem Namen von Felice di Molfetta. Dahinter führen fünf Stufen zum Hochaltar. Der Altar wird von einem Ziborium aus weißem Carrara-Marmor überragt. Die Altarfront ist mit Bögen verziert, die von kleinen Säulen getragen werden, und hat ein Bronzegitter an der Front, durch das man den Reliquienschrein mit den Gebeinen der Märtyrer Tryphon, Agapitus und Respicius betrachten kann. Das Hauptschiff endet hinter dem Hochaltar mit der Apsis, in der sich das hölzerne Chorgestühl aus dem 19. Jahrhundert befindet. Seit Ostern 2005 sind alle Fenster der Kirche mit Buntglasfenstern verziert, so auch die Rosettenfenster über dem Eingang.
Zum Gedenken an den Wohltäter, der den Bau der neuen Kathedrale wollte, ist an der Wand des linken Seitenschiffs eine Gedenktafel angebracht, die die Urne mit den Überresten von Paolo Tonti bedeckt.